# أندرياس تشونغ
أندرياس تشونغ (بالألمانية: Andreas Jung) (و. 1975  م) هو سياسي، ومحامي ألماني، ولد في فرايبورغ، هو عضوٌ في الاتحاد الديمقراطي المسيحي (منذ 1993)، شارك في الانتخابات الرئاسية الألمانية 2012، وقائمة المشاركين في التكتلات البرلمانية للاتحاد الديمقراطي المسيحي والاتحاد الاجتماعي المسيحي والحزب الديمقراطي الاجتماعي الألماني سنة 201 ‏، والانتخابات الرئاسية الألمانية 2010، والانتخابات الرئاسية الألمانية 2009، والانتخابات الرئاسية الألمانية 2017، ترشح في الانتخابات الفدرالية الألمانية 2013، وحصل على 51.9 نسبة مئويةمن الأصوات.

## مناصب
تولى منصب عضو في البوندستاغ الألماني (منذ 24 أكتوبر 2017)
- عضو في البوندستاغ الألماني (27 أكتوبر 2009–22 أكتوبر 2013)
- عضو في البوندستاغ الألماني (27 أكتوبر 2009–22 أكتوبر 2013)[8]
- عضو في البوندستاغ الألماني (18 أكتوبر 2005–27 أكتوبر 2009)

.

## التعليم
تعلم في جامعة كونستانز، في تخصص دراسة القانون (1994–2000)
.

## روابط خارجية
- أندرياس تشونغ على موقع IMDb (الإنجليزية)
- أندرياس تشونغ على موقع مونزينجر (الألمانية)